# Agnes Theresia Heinová
Agnes Theresia Heinová (15. února 1792 Mikulášovice – 24. května 1856 Sankt Marienthal), nepřechýleně Agnes Theresia Heine, byla česko-německá řeholnice a v letech 1849–1856 matka představená saského cisterciáckého kláštera Sankt Marienthal.

## Život
Narodila se 15. února 1792 v Mikulášovicích v mlýně čp. 429 (zbořený v 50. letech 20. století) jako Maria Theresia Heine a následujícího dne byla podle zvyklosti pokřtěna. Její matka se jmenovala Theresia, rozená Schneiderová, její otec Johann Alois Heine byl v Mikulášovicích mlynářem. Heinovi spolu měli čtyři potomky, přičemž Maria Theresia z nich byla nejmladší a zároveň jediná dívka. Ve věku 24 let vstoupila v dubnu 1816 jako novicka do hornolužického kláštera Sankt Marienthal, kde v září 1817 složila věčné sliby. Jako řeholní jméno si zvolila Agnes; písemné prameny ji tak v následujících letech uvádějí jako Agnes Theresii (Therese) Hein(e). Roku 1834 měla na starost klášterní kuchyni. Dne 21. prosince 1848 zemřela dosavadní abatyše Michaela Zocherová (1785–1848) a 1. května následujícího roku si sestry zvolily za svou novou představenou Agnes Theresii Heinovou. Během své služby vzpomněla na své rodné město a kostelu svatého Mikuláše, kde byla pokřtěna, věnovala oltář a ostatky svaté Gaudencie. Slavnostní přenesení ostatků se odehrálo 16. června 1855, kdy byla relikvie ve skleněné rakvi od kaple Nejsvětější Trojice průvodem nesena ke kostelu, kde již v glorietu čekala abatyše Heinová spolu s 11. litoměřickým biskupem Augustinem Bartolomějem Hillem (1786–1865) a řadou dalších hostů. Přenesení ostatků následovala pontifikální mše.
Agnes Theresia Heinová zůstala matkou představenou sedm let až do své smrti 24. května 1856.

## Galerie

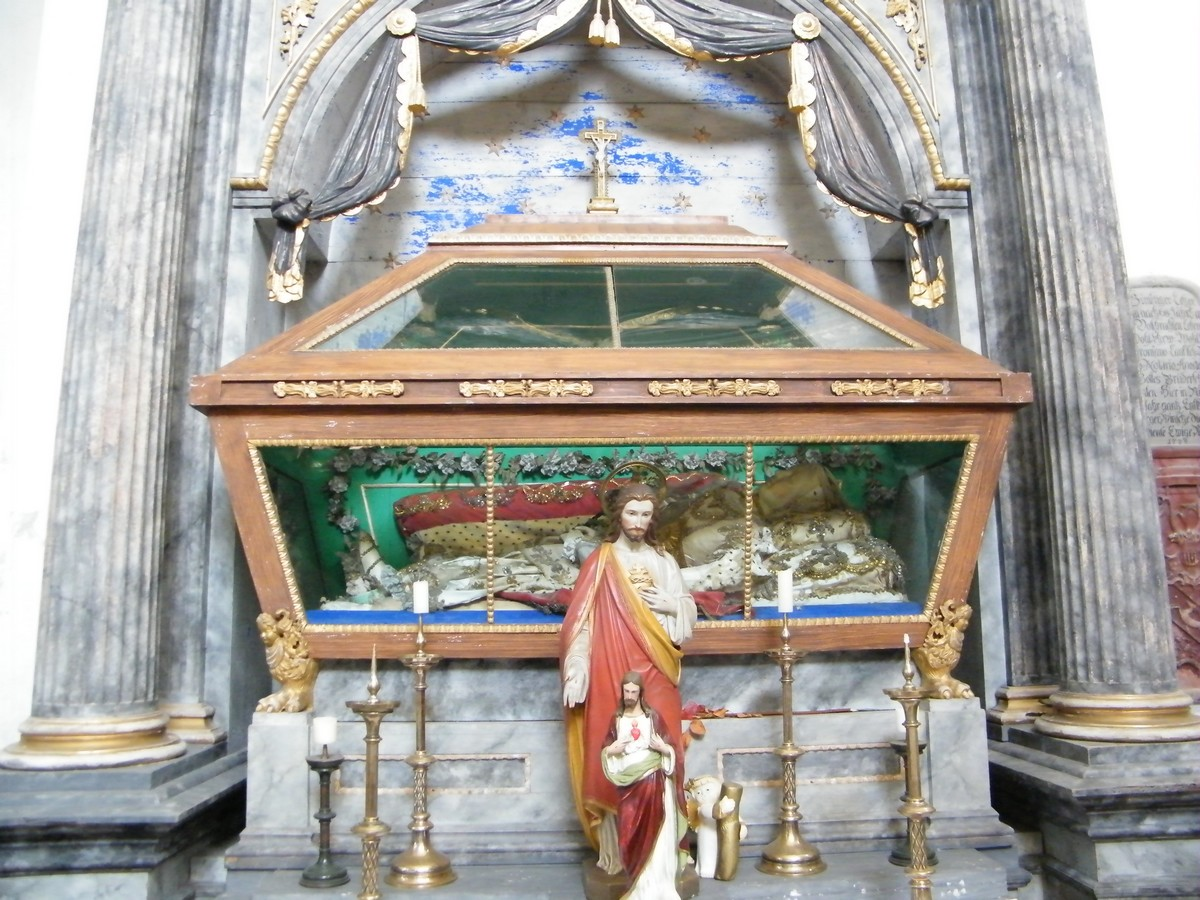
Oltář s ostatky svaté Gaudencie
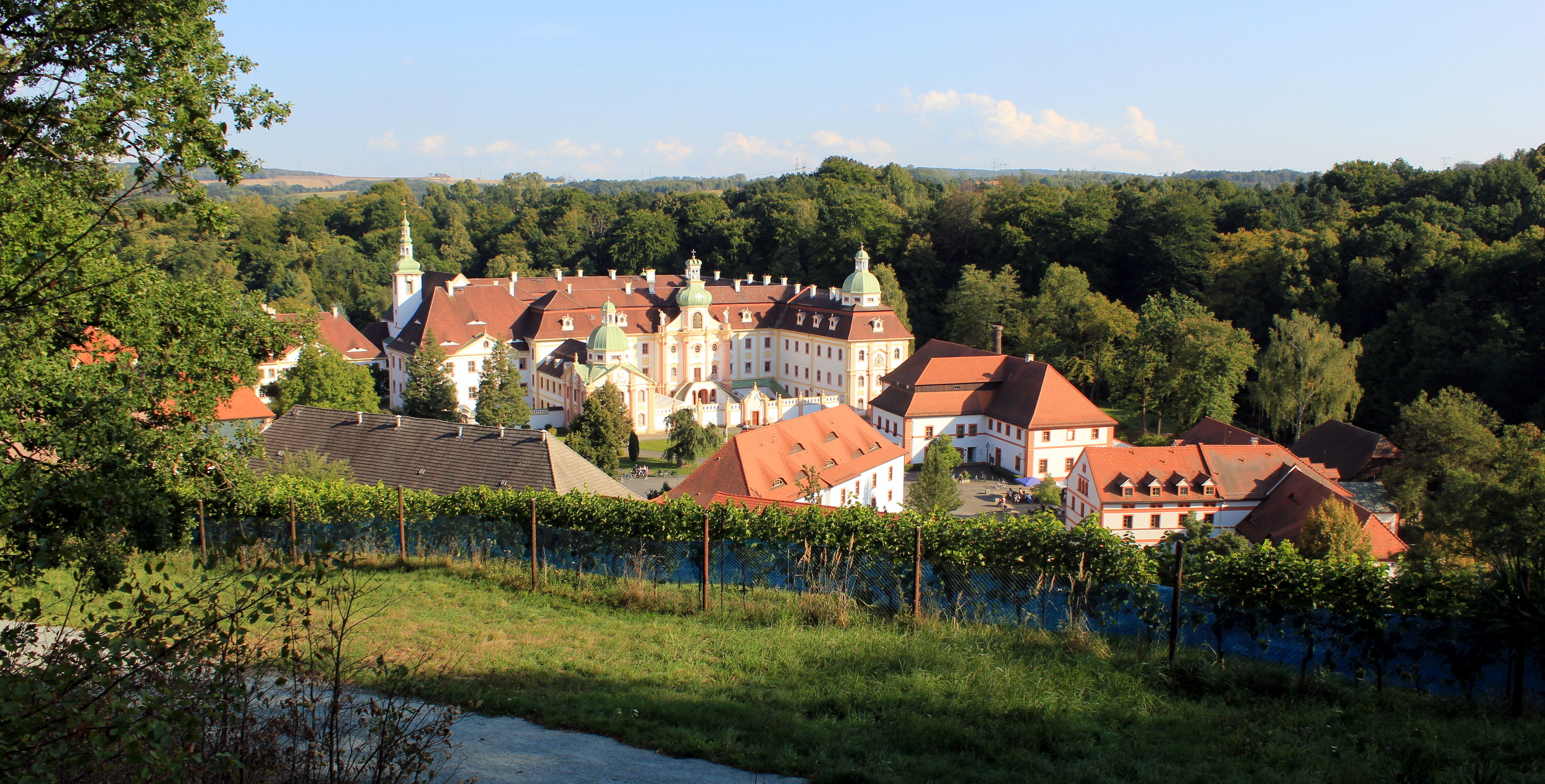
Klášter Sankt Marienthal